# Симсирское сельское поселение
Симсирское се́льское поселе́ние — муниципальное образование в Ножай-Юртовском районе Чечни Российской Федерации.
Административный центр — село Симсир.

## История
Статус и границы сельского поселения установлены Законом Чеченской Республики от 20 февраля 2009 года № 11-РЗ «Об образовании муниципального образования Ножай-Юртовский район и муниципальных образований, входящих в его состав, установлении их границ и наделении их соответствующим статусом муниципального района и сельского поселения».

## Население
| 2010  | 2012  | 2013  | 2014  | 2015  | 2016  | 2017  |
| ----- | ----- | ----- | ----- | ----- | ----- | ----- |
| 1701  | ↗1767 | ↗1791 | ↗1836 | ↗1886 | ↗1939 | ↗1975 |
| 2018  | 2019  | 2020  | 2021  | 2023  | 2024  |       |
| ↗2019 | ↗2064 | ↗2103 | ↘1475 | ↗1551 | ↗1576 |       |

## Состав сельского поселения
| № | Населённый пункт | Тип населённого пункта       | Население |
| - | ---------------- | ---------------------------- | --------- |
| 1 | Симсир           | село, административный центр | ↗1576     |